# Separatismo arabo in Khuzestan
Il separatismo arabo in Khuzestan è stato un movimento separatista iniziato ad Ahvaz dopo l'annessione della regione da parte dell'Iran nel 1925. Il governo iraniano nega la discriminazione etnica e il conflitto nel Paese.

## Sfondo demografico
Il Khuzestan è abitato da molti diversi gruppi etnici tra cui arabi iraniani, Bakhtiari, curdi, Qashqai, persiani e armeni. La maggioranza degli arabi in Khuzestan sono musulmani sciiti. Sia le aree urbane che quelle rurali del Khuzestan sono popolate da arabi, persiani e lur, rendendo frequenti i matrimoni misti.

## Storia

### Ribellione dello sceicco Khazal
Il Khuzestan è stata una provincia travagliata dell'Iran dall'ascesa del dominio Pahlavi nel 1920. Nei due decenni precedenti al 1924, sebbene nominalmente facesse parte del territorio persiano, la parte occidentale del Khuzestan ha agito come un emirato autonomo noto come "Arabistan". La parte orientale del Khuzestan era governata da khan Bakhtiari poiché questa parte era abitata principalmente dall'etnia Bakhtiari. Con il crescente potere di Reza Pahlavi e i suoi atteggiamenti sempre più negativi nei confronti delle autonomie tribali in Iran, le tensioni con lo sceicco Khazal di Moḥammera crebbero dal 1922 al 1924. I tentativi di ritirare più tasse e ridurre l'autorità di Khazal si surriscaldarono ulteriormente. In risposta Khaz'al al-Ka'bi iniziò una ribellione. La ribellione di breve durata dello sceicco Khazal, che raggiunse il culmine nel novembre 1924, fu rapidamente repressa dalla dinastia Pahlavi appena insediata con perdite minime. L'emirato fu sciolto dal governo Reza Shah nel 1925, insieme ad altre regioni autonome della Persia, nel tentativo di centralizzare lo Stato. Da allora è continuato un conflitto di basso livello tra il governo centrale iraniano e i separatisti arabi nella parte occidentale della provincia.

### Nuovi disturbi (anni '20-'40)
I disordini scoppiarono già nel 1925, poi nel 1928 e nel 1940. Il nome Khuzestan venne applicato nuovamente all'intero territorio a partire dal 1936. Nell'agosto del 1941, Reza Khan, che era stato vicino ai nazisti, è stato sostituito da suo figlio Moḥammad. Ulteriori rivolte in Khuzestan, sotto la nuova guida iraniana, ebbero luogo nel 1943 e nel 1945 e furono represse con spargimenti di sangue.

### Dopo la seconda guerra mondiale
Nel 1946 fu fondato a Moḥammera il partito al-Saʿāda (Felicità) che chiedeva l'indipendenza del Khuzestan. L'esercito iraniano approfittò dei suoi conflitti con il Partito Comunista Tūdeh, per macchiarsi di massacri. Successivamente in Arabistan emersero attriti autonomisti nuovi o indipendenti: il Fronte di Liberazione dell'Arabistan nel 1956 che divenne il Fronte di liberazione di al-Ahwaz nel 1967; il Fronte Nazionale per la Liberazione dell'Arabistan e il Golfo Arabo nel 1960; il Fronte Democratico Rivoluzionario per la Liberazione dell'Arabistan nel 1979. Una sporadica insurrezione araba in Khuzestan è continuata negli anni '50, ma è diminuita verso la fine del decennio del dominio Pahlavi (anni '70).

### Rivolta del 1979
Con il cambio di regime, la rivolta in Khuzestan nel 1979 divenne una delle insurrezioni a livello nazionale, scoppiate sulla scia della rivoluzione iraniana. I disordini sono stati alimentati da richieste di autonomia. La rivolta è stata effettivamente repressa dalle forze di sicurezza iraniane, provocando la morte di oltre un centinaio di persone da entrambe le parti. L'assedio dell'ambasciata iraniana nel 1980 a Londra è stato avviato da un gruppo separatista arabo in risposta alle conseguenze della repressione iraniana in Khuzestan dopo la rivolta del 1979. Inizialmente, è emerso che i terroristi volevano l'autonomia per il Khuzestan; poi hanno chiesto il rilascio di 91 dei loro compagni detenuti nelle carceri iraniane.

### Disordini civili (2005 – oggi)
Nel 2005 sono scoppiate rivolte su larga scala ad Ahvaz e nelle città circostanti. I disordini sono scoppiati il 15 aprile 2005 e sono durati quattro giorni. Inizialmente, il ministero dell'Interno iraniano ha affermato che solo una persona era stata uccisa, ma un dipendente di un ospedale di Ahvaz ha riportato tra i 15 ei 20 decessi. Di conseguenza, una serie di attentati hanno avuto luogo ad Ahvaz e in altre città dell'Iran, per i quali sono stati accusati i gruppi separatisti arabi sunniti del Khuzestan.
Le proteste del Khuzestan del 2011, note tra i manifestanti come Ahvaz Rage Day, sono scoppiate il 15 aprile 2011 nel Khuzestan iraniano, in occasione dell'anniversario delle rivolte di Ahvaz del 2005 e in risposta alla Primavera araba regionale. Le proteste sono durate quattro giorni e hanno provocato tra i 12 ei 15 manifestanti morti e molti feriti e arrestati. Un agente di sicurezza è stato ucciso e un altro è rimasto ferito. La repressione dell'opposizione politica araba nell'area è proseguita con arresti ed esecuzioni. Quattro uomini di Ahvaz sono stati giustiziati in Iran nel giugno 2012, in connessione con le rivolte del 2011. La repressione dell'opposizione araba sunnita è stata condannata da Human Rights Watch e Amnesty International.